# Port de Ras Kebdana
 (août 2019).
Le Port de Ras Kebdana est un port située au nord de la ville de Ras Kebdana au Maroc